# Occhio a quei due
Occhio a quei due è un film per la televisione del 2009, con Enzo Iacchetti, Ezio Greggio, e Antonia Liskova, per la regia di Carmine Elia.

## Trama
Due poliziotti, due personalità diverse ed estremamente conflittuali, forzati a collaborare per venire a capo di un crimine, proprio grazie a questa indesiderata collaborazione impareranno l'uno dall'altro nuove cose sul proprio mestiere e soprattutto su se stessi.
Edoardo è un poliziotto furbo senza paure e con il grilletto facile, divorziato però da Carla, una psicologa, con cui ha un figlio. Beppe è un poliziotto da ufficio incapace di condurre azioni: è contrario all'uso delle armi, ed è una persona molto ansiosa. Va regolarmente dalla psicologa Carla, l'ex moglie di Edo.

## Trasmissione
Il film è andato in onda in prima visione su Canale 5 il 2 dicembre 2009. Il film è stato seguito da 4.505.000 spettatori, con uno share del 18.48%. È stato diverse volte replicato poi sulla stessa rete, su Mediaset Extra e su Rete 4.

## Colonna sonora
1. Sushy – Falling